# Mausolée antique d'Akbou
Le mausolée antique d'Ausium est un monument funéraire de type mausolée situé à Akbou, dans la wilaya de Béjaïa, en Algérie.
Construit vers la seconde moitié du IIIe ou le début du IVe siècle apr. J.-C., il a peut-être servi de sépulture à un notable local comme un gouverneur de la ville. Ce monument est inscrit en 2010 dans la liste générale des biens culturels protégés dans l'inventaire supplémentaire pour la wilaya de Béjaïa

## Localisation et toponymie
Le mausolée est construit à l'extrême sud-ouest de la commune d'Akbou (Ausium dans l'Antiquité), qui s'étend le long de la vallée de la Soummam, dans la wilaya de Béjaïa, non loin de la côte méditerranéenne de la Kabylie.
Le monument est édifié sur un promontoire qui lui confère parfois le surnom de « mausolée du Piton », mais il n'occupe pas le sommet de ce promontoire. Il est construit sur un ressaut, à mi-hauteur de la pente nord-ouest qui descend vers la vallée.
Le nom « akbou » ou « aqbu » désigne en berbère un édifice voûté ou la configuration du terrain qui le supporte (monticule). Dans les deux cas, le mausolée a dû paraître suffisamment imposant pour que le terme « akbou » soit attribué au lieu, puis à la ville près de laquelle il est implanté. Aucun autre vestige antique n'existe à proximité, mais il ne faut pas écarter la possibilité d'un habitat disparu sous les alluvions d'un affluent de la Soummam.

## Histoire et études archéologiques

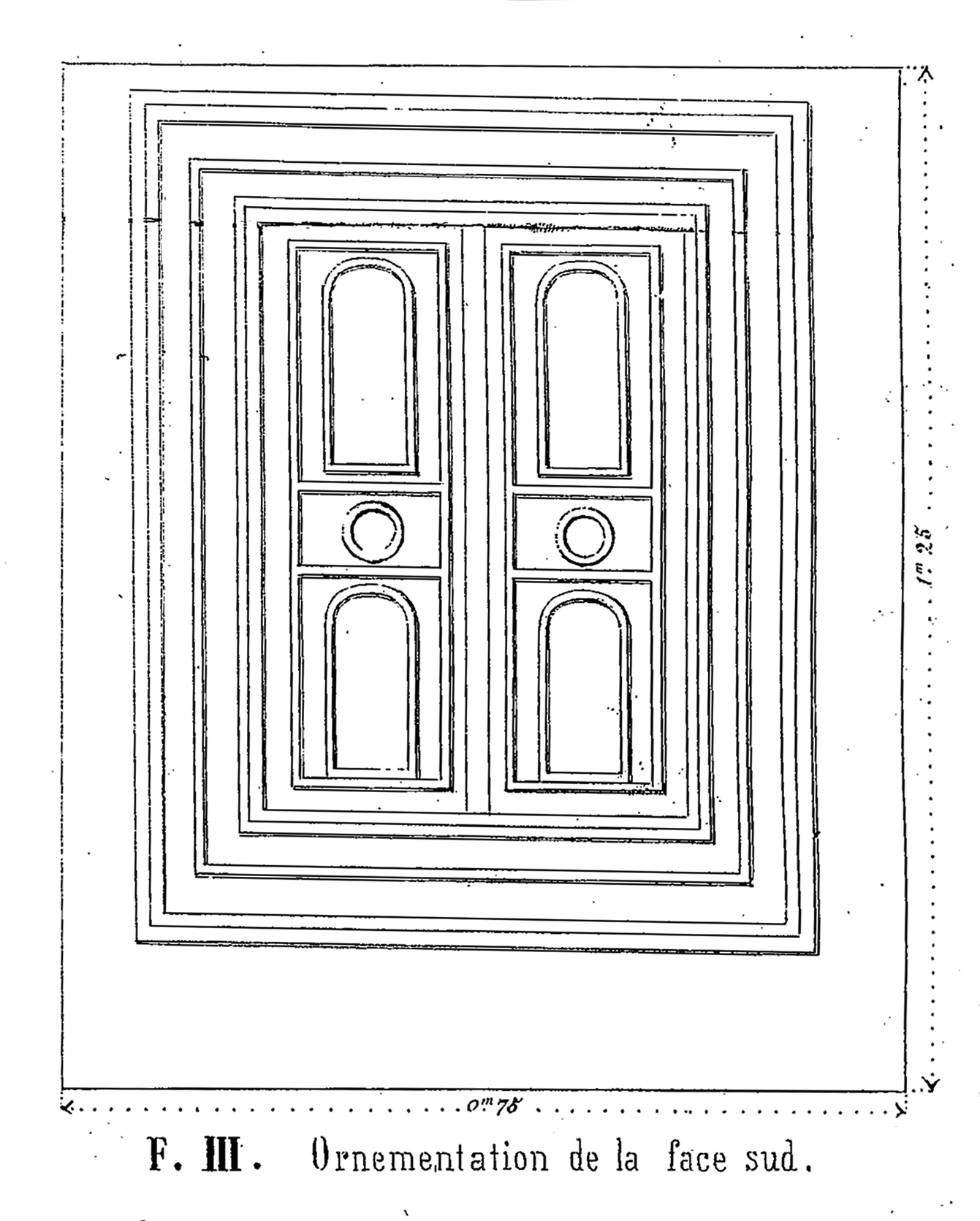
Dessin d'une fausse porte par Henri Aucapitaine.

En 1860, le baron Henri Aucapitaine, hôte du bachagha Ben Ali Cherif, se montre très impressionné par ce monument. Dans une note écrite accompagnée de dessins et de plans où il relate son excursion, il estime l'âge du mausolée à 1 800 ans, soit le début de l'ère chrétienne.
Sur la base de critères architecturaux et en l'absence de toute autre méthode de datation, notamment la dédicace disparue, l'époque de construction du mausolée est plutôt fixée vers la seconde moitié du IIIe ou le début du IVe siècle apr. J.-C.. Vestige de la période romaine même si les Romains eux-mêmes ne se sont pas implantés dans la région, le mausolée est attribué à une famille numide romanisée, peut-être celle de l'un des gouverneurs d'Ausium.
Relativement bien préservé par son accès difficile, le mausolée est toutefois utilisé comme lieu de prière jusque dans les années 1970 et, à la même époque, une habitation sommaire lui est accolée. En 2006, le mausolée est débarrassé de cette construction et ses abords sont dégagés de la végétation envahissante.
Le mausolée, en 2010, est inscrit dans la liste générale des biens culturels protégés dans l'inventaire supplémentaire pour la wilaya de Béjaïa mais, deux ans plus tard, son état de conservation et la présence à proximité d'une carrière en exploitation suscitent des inquiétudes.

## Description
Ce monument unique dans la région est assez bien conservé, mis à part le toit en partie détruit et certaines des fausses portes endommagées. En outre, le sol, décapé jusqu'au substrat rocheux, a fait l'objet de fouilles à plusieurs reprises. Il est possible que ce mausolée ait abrité un tombeau, mais il n'en reste plus trace à la fin du XIXe siècle.

### Aspect extérieur

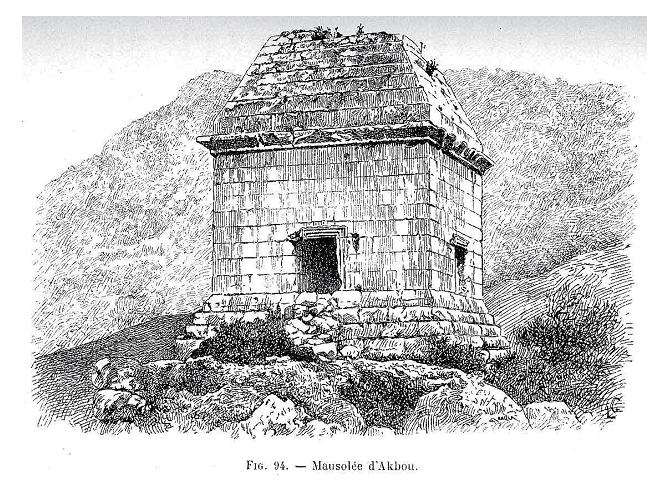
Gravure du mausolée romain dAusium.

Le mausolée romain d'Ausium est bâti sur un plan carré de 5,50 m de côté et orienté selon les quatre points cardinaux. Il est composé d'une seule chambre élevée sur une base à quatre gradins dont chacun mesure 30 cm de haut ; cette chambre mesure 4,10 m de côté intérieurement. Le toit pyramidal est toujours constitué de pierres de taille bien agencées, mais il est tronqué, sans doute à moitié, et la hauteur du mausolée est ainsi ramenée à 13 m.
La maçonnerie est composée de blocs de pierres de taille de calcaire d'extraction locale, assemblés par des doubles queues-d'aronde. La corniche est composée d'une rangée de pierres de taille remarquablement bien sculptées et décorées par des moulures.
Une porte, à l'origine fermée par une dalle de pierre scellée qui a disparu, s'ouvre sur la face nord du mausolée. Au-dessus de cette porte, une plaque de marbre disparue figurait sans doute la dédicace du mausolée. Chacun des trois autres murs est flanqué d'une fausse porte en marbre blanc, encadrée d'un chambranle à nervures, portant des croix gammées entourées d'un cercle.

### Aménagement intérieur
La configuration intérieure du mausolée est inhabituelle. Un système de colonnes et d'arcs est construit indépendamment des murs et sans lien physique avec eux. Les murs sont d'ailleurs revêtus d'un enduit qui est présent même derrière les colonnes, montrant qu'il a été appliqué antérieurement à la construction de ces colonnes.
Les trois faces correspondant aux fausses baies sont décorées, intérieurement, d'un arc double reposant sur trois chapiteaux et autant de colonnes ioniques, mais seul un chapiteau est conservé. Ce dispositif, où une colonne masque partiellement la fausse porte correspondante, montre bien que ces accès étaient voulus factices dès la construction du monument. Il supporte en outre, notamment à l'ouest et à l'est, la voûte en berceau dont le poids ne repose pas sur les murs.
Das le sens de la hauteur, le mausolée est divisé en deux parties. Une chambre haute, dont le sol est au niveau seuil d'entrée, s'élève jusqu'à la voûte. Une chambre basse occupe la partie inférieure ; sa hauteur correspond à celle du socle à gradins. Une banquette en pierre, épannelée à une date non précisée, assure la séparation entre ces deux espaces. C'est dans la chambre basse, constituant une sorte de crypte, qu'auraient pu être déposés des sarcophages.